# Ситник, Наталья Геннадьевна
Наталья Геннадьевна Ситник (30 июня 1994, Хмельницкое, Северо-Казахстанская область) — российская лыжница, призёр чемпионата России. Мастер спорта России (2012).

## Биография
Занималась лыжным спортом с 2006 года. Представляет Ханты-Мансийский автономный округ и спортивный клуб «Факел» (г. Сургут). Тренеры — Александр Ильич Халямин, Анатолий Дмитриевич Бугаев.
Становилась победительницей и призёром различных российских юниорских соревнований, в том числе побеждала на первенстве России среди 18-летних (2011), всероссийских соревнованиях среди 23-летних (2015).
На уровне чемпионата России завоевала бронзовую медаль в 2016 году в эстафете в составе сборной ХМАО. Неоднократный призёр чемпионата Уральского ФО, победительница региональных соревнований по зимнему триатлону.
Окончила Сургутский государственный университет.